# Yixianornis grabaui
Yixianornis grabaui (Їсянорніс, «птах з Їсяня») — викопний вид птахів ряду Yanornithiformes родини Songlingornithidae, що мешкав у ранньому крейдяному періоду (120 млн років тому). Його скам'янілості були знайдені в пластах формації Jiufotang з провінції Ляонін, Китай.
Типовий зразок Yixianornis, під каталожним номером IVPP V12631 зберігається у колекції Інституту палеонтології хребетних і палеоантропології у Пекіні. Рештки містять добре збереженний і повний скелет з відбитками оперення хвоста і крил. Це найдавніший відомий птах з пігостилем.